# Papilio paris
Papilio paris is een vlinder uit de familie van de pages (Papilionidae). De wetenschappelijke naam van de soort is voor het eerst geldig gepubliceerd in 1758 door Carl Linnaeus.

## Kenmerken
De achtervleugels hebben blauw metaalglanzend oplichtende oogvlekken.

## Verspreiding en leefgebied
Deze vlindersoort komt voor in de lagergelegen gebieden van India, Myanmar, Thailand, Laos, Maleisië en Indonesië en in de bergachtige gebieden van China.